# Tachytrechus medinae
Tachytrechus medinae är en tvåvingeart som först beskrevs av Philippi 1875.  Tachytrechus medinae ingår i släktet Tachytrechus och familjen styltflugor. Inga underarter finns listade i Catalogue of Life.